# 大正遺跡
大正遺跡（たいしょういせき）、または大正遺跡群（たいしょういせきぐん）は、北海道帯広市大正町にある縄文時代草創期を中心とする遺跡群である。帯広大正遺跡群とも呼ばれる。

## 概要
帯広市街地から南に約15kmの地点、市東部を流れる途別川の左岸にある。標高97mの段丘縁に大正1〜8遺跡が点在し、これらの遺跡を大正遺跡群と総称する。2002年（平成14年）から2004年（平成16年）にかけての道路工事に伴い発掘調査が進められた。中でも2003年（平成15年）に発掘調査が行われた大正3遺跡では、北海道最古となる1万4000年前のものと推定される土器が発見された。遺跡の出土品は帯広市内の帯広百年記念館に収蔵の上公開されている。

## 大正3遺跡
2003年（平成15年）秋の発掘調査で、遺跡の北側から口縁部に隆帯が巡らされ、その下に爪形文や刺突文、へら状の押引き文などの文様が付された尖がり底の特異な土器片が数百点出土した。石器は木葉形の小形の槍先、半月形石器、彫刻刀形石器など5000点以上も出土した。これらは、今まで道内で発見されていなかった縄文時代草創期の遺物で、北海道最古の土器文化である。
また、発掘研究チームが土器に付着した炭化物を分析したところ、海産物成分が見つかった。炭素の年代測定値では、1万4000〜1万4500年前のもので、煮炊きに使った土器では世界最古のものであることが分かった。海産物成分は、川をさかのぼったサケ・マス類の可能性が高いと言われている。